# Kristálykályha
A kristálykályha egy szabályozott hőmérsékletű kamra, amely a kristályoszcillátorok kvarckristályának hőmérsékletét állandó értéken tartja, és ezzel biztosítja a frekvencia stabilitást, függetlenül a környezeti hőmérséklet változásaitól.

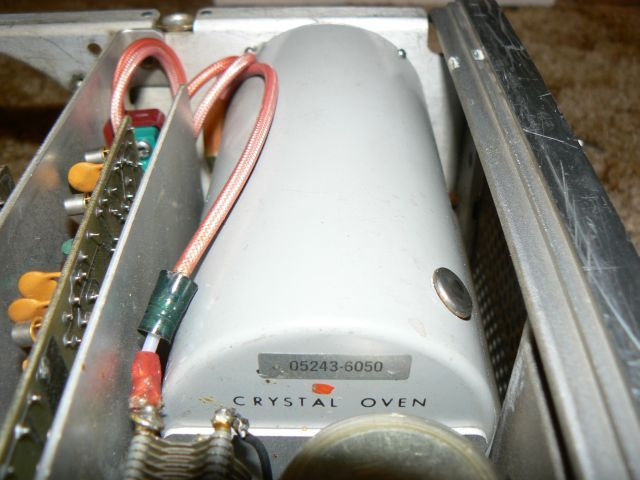
Kristálykályha

Az olyan kristályoszcillátort, melyet egy kristálykályha stabilizál, kristálykályha vezérelt oszcillátornak (OCXO) hívnak. A tipikus felhasználásuk rádióadók, és cellás bázis állomások frekvencia jeladóinál található, ahol igen stabil frekvenciára van szükség.

## Működése
Kristályoszcillátorok rezonátora a kvarckristály, amelynek frekvenciája a méreteitől függ. A hőmérséklet változása hatással van a kvarckristályra, kiterjed vagy zsugorodik.
A kvarckristály hőmérsékleti együtthatója (hőtágulási együttható) igen kis értékű, de ennek ellenére a hőmérséklet változása hatással van a kvarc méretire, és így a rezgésének frekvenciájára.
A kristály-kályha egy termikusan szigetelt kamra, melyben a kristály egy szabályozott hőmérsékletű térben van. A kályhát fűtőelemek fűtik. Mivel az oszcillátor más elektronikus alkatrészei is érzékenyek a hőmérsékletváltozásra, ezért a teljes oszcillátor áramkör a kályhában van. Egy termisztor érzékelő vezérli a fáziszárt hurkot (PLL), mely a fűtőelemeket vezérli. A bekapcsoláskor csak a felmelegedés után áll be a stabil hőmérséklet.
A kályha hőmérsékletét arra fokra állítják be, ahol az alkalmazott kristálynak legjobb a hőmérséklet-frekvencia karakterisztikája. Általában 75 °C, de ez változhat 30 - 80 °C között.
A kristályokat általában 0 - 70 °C környezeti hőmérsékletre specifikálják, ipari kivitelű kristályok hőmérséklet tartománya: -40 - +85 °C

## Pontossága
Az OCXO oszcillátor rövididejű pontossága: 1x10−12
A hosszúidejű pontosság: 1x10−8 (10 ppb) egyéves időtartamra.
Ennél jobb pontosságot csak atomórákkal (atomóra) lehet elérni. Egy másik változat a GPS-vezérelt oszcillátor (GPSDO = GPS disciplined oscillator). Egy GPSDO pontossága/stabilitása: 10−13
Kristály-kályhát optikában is használnak. Nemlineáris optikában használatos kristályok stabilitása szintén fontos tényező lézeres alkalmazásokban.
A személyi számítógépek órajelének stabilitása 10−3. Ha ennél jobb értéket szeretnénk elérni, akkor használható a hálózati idő protokoll (NTP)